# Freedom! '90
«Freedom! '90» (також відома просто як «Freedom») — пісня, написана, спродюсована і виконана Джорджем Майклом. Випущена на «Columbia Records» 30 жовтня 1990 року.
В кінці назви пісні вказано рік її релізу — це зроблено для того, щоб пісню не плутали з іншою, також названої «Свобода», яку Майкл виконав разом з Ендрю Ріджлі в складі дуету Wham!.
Це був третій сингл з альбому «Listen Without Prejudice Vol. 1» (в Сполучених Штатах та Австралії віпущен як другий сингл з альбому). Пісня стала великим хітом і досягла 8 рядка в США і першого місця в Canadian RPM Top Singles.
Майкл виконував цю пісню разом з «White Light» під час церемонії закриття Олімпіади—2012 в Лондоні.

## Відеокліп
Як і в кліпі до пісні «Praying for Time», в відео до «Freedom! '90» Майкл теж не з'явився. Замість цього, натхненний портретом Наомі Кемпбелл, Лінди Евангелісти, Тетяни Патітц, Крісті Тарлінгтон та Сінді Кроуфорд на обкладинці британської версії видання «Vogue» у січні 1990 року (автор — Пітер Ліндберг), Майкл запропонував їм взяти участь в його кліпі.
Це музичне відео також включало появу п'яти чоловічих моделей: Джона Пірсона, Маріо Сорренті, Скотта Бенуа, Тодо Сегалли та Пітера Формбі.